# Соляні родовища
Соляні родовища (англ. salt deposits; нім. Salzlagerstätten f pl) — природні нагромадження солей, які мають промислове значення. Залежно від умов і часу утворення всі промислові родовища солей поділяють на викопні і сучасні.

## Загальний опис
Викопні родовища являють собою потужні пластові або штоко- і куполуподібні поклади солей, що утворилися в минулі геологічні епохи, і залягають на різній глибині від поверхні. Розміри їх величезні. Вони часто поширені на площі в десятки і сотні квадратних кілометрів при потужності соляних відкладів до 500, 1000 і більше метрів. Цей тип найважливіший у промисловому відношенні, до нього належать усі найбільші родовища солей світу. Найбільшими соленосними районами в Україні є Закарпаття, Прикарпаття, Дніпровсько-Донецька западина, Росії — Приуралля, Сибір. В країнах пострадянського простору ці родовища є також в Бєларусі, країнах Закавказзя, Середньої Азії та ін. Викопні С.р. представлені кам'яною сіллю, калійними і магнієвими солями, рідше — мірабілітом і тенардитом.
Сучасні родовища — це різноманітні соляні озера і басейни морського і континентального походження, в яких осадження солей почалось порівняно недавно і продовжується до нашого часу. В країнах пострадянського простору до них належать соляні озера і затоки Чорного і Азовського морів, північнокавказьких степів, Поволжя, Прикаспійської низовини. Далі на схід пояс розширюється, захоплюючи озера лівобережжя р. Об, верхів'я р. Іртиш. Тут він гірськими масивами перерізається на ряд відокремлених районів поширення соляних озер, з яких найголовнішими є Мінусінський, Забайкальський, Тувинський і Північно-Монгольський.
| Басейн                                                    | Вік формації   | Площа тис.км² | Потужність, м |
| Сибірська платформа                                       | Ранній кембрій | 2500-3000     | 2000          |
| Московська синекліза                                      | Середній девон | 15            | 75-85         |
| Прип'ятський прогин                                       | Пізній девон   | 26            | 3500-4000     |
| Дніпровсько-Донецька западина                             | Рання перм     | 25            | До1200        |
| Прикарпатська синекліза і Південно-Передуральський прогин | Те ж саме      | 800           | 1500-2000     |
| Верхньокамський басейн                                    | Те ж саме      | 7,5-8         | 800-1000      |
| Верхньопечорський басейн                                  | Те ж саме      | 4             | 500-600       |
| Двінсько-Мезенська западина                               | Те ж саме      | 60            | 40-230        |
| Бугурусланська западина                                   | Пізня перм     | 15            | 210           |
| Середньоазіатський басейн                                 | Пізня юра      | 200           | 800 і більше  |
| Передгіссарський соленосний басейн                        | Те ж саме      | 11            | 800 і більше  |
| Передгіссарський калієносний басейн                       | Те ж саме      | 2,5           | До 700        |
| Передкарпатський басейн                                   | Неоген         | 4-5           | 2000-2500     |
| Міжгірські западини Тянь-Шаню                             | Неоген         | 0,25-25       | 50-1000       |

## Соляні родовища в Україні
Якщо на початку ХХ ст. в Україні було відомо лише два райони залягання викопної кам'яної солі — Карпатський і Західно-Донецький, а також деякі сучасні соляні озера і лимани на узбережжях Азовського і Чорного морів, і всі вони залишались маловивченими і майже нерозвіданими, то тепер тут виявлено ряд великих соленосних провінцій, сформованих у різні фази галогенезу. Цими провінціями є:
1. Дніпровсько-Донецька западина. Соленосна формація її має потужність 1500—2000 м і пов'язана з девонською фазою галогенезу. Запаси викопної солі в цій провінції практично невичерпні. Формація залягає на великих глибинах і лише місцями (солянокупольні структури) глибина залягання кам'яної солі зменшується до сотень і навіть десятків метрів (Роменська, Олексіївська та інші структури).
2. Соленосна провінція з потужністю соленосних відкладів понад 350 м, розташована на північно-західній окраїні Донбасу і в східній половині Дніпровсько-Донецької западини, відповідає нижньопермській фазі галогенезу. Це в основному родовища кам'яної солі та її розсолів Слов'яно-Бахмутської котловини. Виявлені в них запаси солі вимірюються багатьма мільярдами тонн. У верхній краматорській світі нижньопермської соленосної товщі Слов'яно-Бахмутської котловини виявлено поклади калійних солей.
3. Соленосна провінція Передкарпатського прогину — неогенова фаза галогенезу. Міоценова соленосна товща тут має потужність до 2000 м, місцями виходить на поверхню. З нею пов'язані як родовища кам'яної солі, так і родовища калійних солей, часто великого промислового значення (Калуське, Стебницьке, Старунське та ін.). Запаси цієї провінції становлять 30–40 млрд т, а сумарні розвідані запаси по категоріям А+В+С1 становить понад 2,5 млрд т. Солі цього району комплексні, калійно-магнієві і в основному сульфатні, що є особливо цінними для сільського господарства і хімічної та металургійної промисловості.
4. Закарпатська міоценова галогенна провінція, в межах якої розташоване велике Солотвинське родовище високоякісної кам'яної солі. Калійних солей у Закарпатті поки що не виявлено. Проте, 27 липня 2023 року, в Тячівському районі на Закарпатті, під час розробки Тереблянського соляного родовища було видобуто першу сіль. Після геологічних досліджень у даному регіоні було виявлено соляний пласт, котрий починається із 35 до 500 метрів. Родовище зможе забезпечити 100 % потреб держави в технічній солі, зокрема під час зими. На сьогодні вони оцінюються в приблизно 450 тис. тонн на сезон. У перспективі родовище зможе забезпечити 100 % потреб України.
5. Крім величезних ресурсів викопних солей, на узбережжя Чорного і Азовського морів відомі сучасні соляні озера та лимани: Генічеське, Сасик-Сиваське, Солоне та ін. Сиваш містить практично невичерпні ресурси не тільки кухонної солі, а й сировини для виробництва магнію, вогнетривів, цементу, для добування брому та інших цінних компонентів.